# ربيس (أنزي)
ربيس هي إحدى مشيخات المملكة المغربية، تتبع جغرافيا لإقليم تيزنيت وإداريًا لأنزي. يقدر عدد سكانها بـ 6600 نسمة حسب الإحصاء الرسمي للسكان والسكنى لسنة 2004.